# Rapcore
Rapcore é um subgênero do rap rock que funde elementos do hip hop com o punk rock e hardcore punk. O rapcore é frequentemente confundido com rap metal e rap rock.

## História
O Rapcore desenvolveu-se nos anos 80, juntamente com o funk metal.
As raízes do estilo podem ser encontradas em álbuns de bandas como: Public Enemy, Run-D.M.C., Beastie Boys, Red Hot Chili Peppers, Faith No More, The Prodigy, Suicidal Tendencies, 311 e Biohazard. O termo Rapcore veio da música Walk This Way, gravada por Aerosmith e Run DMC, nos anos 80. Os primeiros grupos inteiramente dedicados ao rapcore a obterem algum sucesso foram os holandeses Urban Dance Squad e os estadunidenses Rage Against the Machine, no início dos anos 90.
O uso de temas políticos é bastante comum no rapcore, sendo usados por artistas como os Rage Against the Machine, downset., Senser e Aztlan Underground. No entanto, tal não estritamente necessário, como se observa em Kid Rock e Bloodhound Gang. Mais recentemente, a banda Zebrahead foi popularizada pela sua mistura de rapcore com elementos de funk e techno.
Rapcore originado de rap rock, um gênero fundindo elementos vocais e instrumentais de hip hop com rock. Beastie Boys , anteriormente um grupo de hardcore punk, começou a trabalhar no gênero hip hop. Seu primeiro álbum, Licensed to Ill , em grande parte, contou com um som à base de rock. [6] Biohazard é considerada uma forte influência no desenvolvimento do gênero. A banda punk Hed PE realiza uma fusão de estilos que vão do hip hop e reggae ao punk rock, hardcore punk e heavy metal . [8] Apesar de serem considerados artistas do gênero rapcore, [9] se referem ao seu estilo musical como "G-punk". [10] [11 ] Kottonmouth Reis executar um estilo que eles se referem como " psicodélico hip-hop punk rock ". [12]